# Eulemur sanfordi
Lêmure-de-Sanford (Eulemur sanfordi) é uma espécie de lêmure pertencente à família Cheirogaleidae.